# Osamu Hirose
Osamu Hirose (広瀬 治 Hirose Osamu?), född 6 juni 1965 i Saitama prefektur, är en japansk före detta fotbollsspelare.
Hirose började sin karriär 1984 i Mitsubishi Motors (Urawa Reds). Han avslutade karriären 2000.